# Clase Yasen
El Proyecto 885 «Yasen» (en ruso: Проекта 885 «Ясень») (antiguamente denominado clase Severodvinsk o Graney según el código OTAN) es un nuevo tipo de submarino de misiles de crucero de ataque ruso; la primera unidad de la clase, llamada Severodvinsk, entró en servicio en el año 2010. Debido al largo tiempo transcurrido entre el diseño del modelo original y su construcción, a causa de los problemas económicos de Rusia tras el fin de la Unión Soviética, las siguientes unidades pertenecen a un modelo altamente modernizado y mejorado con la denominación 885M.
Esta nueva clase está basada en los submarinos multipropósitos Schuka (Akula) y los Clase Alfa y tienen algunas características revolucionarias planteadas en los proyectos 705A y el 705D. Tiene un desplazamiento menor a los Akula, y una mejor maniobrabilidad, debido a la mejora en sus reactores. La mayoría de los sistemas de control y navegación fueron tomados de las clases Schuka y Lira pero mejorados para el nuevo tipo de nave; posee el mismo tipo de automatización que la clase Lira o Alfa, con lo que sólo requiere 90 tripulantes en vez de los 135 o más de sus equivalentes estadounidenses.

## Construcción

Perfil de un submarino de la clase Yasen.

La construcción de la primera unidad empezó el 21 de diciembre de 1993. La puesta en servicio se preveía para 1998, pero la construcción se retrasó debido a problemas de financiación del proyecto. En 1996 el proyecto se paró completamente. Algunos informes sugieren que en 1999 el submarino estaba completado hasta el 10%. En 2003 el proyecto recibió nuevos fondos y el trabajo pudo continuarse. En julio de 2006 el jefe de la Comisión Militar-Industrial, Vladislav Putilin, comunicó que dos submarinos de la clase Yasen se unirían a la Armada Rusa antes de 2015.

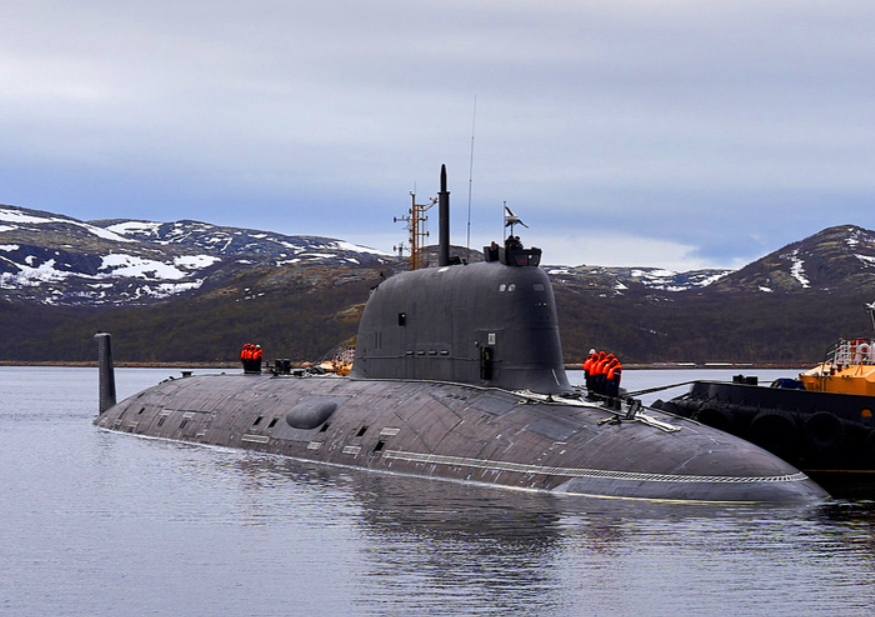
El Kazan en el año 2021.

El 24 de julio de 2009 comenzaron los trabajos en el segundo submarino Yasen, llamado Kazán. Debido al largo tiempo transcurrido desde el diseño de la primera unidad y la segunda, a partir del Kazán todas las unidades pertenecerán a un tipo altamente modernizado y mejorado con el nombre 885M. En agosto de 2009 un informe la Oficina Naval de Inteligencia de Estados Unidos reveló que la clase de submarinos Yasen era la más silenciosa de todos los submarinos nucleares rusos y chinos.
La puesta en funcionamiento y los primeros viajes de pruebas comenzaron en septiembre de 2011.

## Características
La segunda unidad del nuevo tipo 885M Kazan fue botada el 31 de marzo de 2017 y se encuentra en pruebas para entrar en servicio en 2018. Desplaza 13,800 toneladas pudiendo llevar hasta 106 hombres a bordo entre tripulación (90) y comandos u otros especialistas, es capaz de descender hasta 600 m de profundidad y desplazarse a 35 nudos de velocidad declarada (28 en modo silencioso.) Equipa misiles 3M-54 Club (Kalibr) y Ónix y a partir de 2018 irá también armado con los nuevos torpedos Futlyar.

## Lista de submarinos
| Clase Yasen - Pr. 885 | Clase Yasen - Pr. 885 | Clase Yasen - Pr. 885 | Clase Yasen - Pr. 885   | Clase Yasen - Pr. 885   | Clase Yasen - Pr. 885   | Clase Yasen - Pr. 885 | Clase Yasen - Pr. 885    |
| #                     | Nombre                | Tipo                  | Puesta en grada         | Botadura                | Asignación              | Flota                 | Estatus                  |
| --------------------- | --------------------- | --------------------- | ----------------------- | ----------------------- | ----------------------- | --------------------- | ------------------------ |
| 1                     | K-560 Severodvinsk    | 885                   | 28 de diciembre de 1993 | 15 de junio de 2010     | 17 de junio de 2014     | NORTE                 | En servicio              |
| 2                     | K-561 Kazan           | 885M                  | 24 de julio de 2009     | 31 de marzo de 2017     | 7 de mayo de 2021       | NORTE                 | En servicio              |
| 3                     | K-573 Novosibirsk     | 885M                  | 26 de julio de 2013     | 25 de diciembre de 2019 | 21 de diciembre de 2021 | PACÍFICO              | En servicio              |
| 4                     | K-571 Krasnoyarsk     | 885M                  | 27 de julio de 2014     | 30 de julio de 2021     | 11 de diciembre de 2023 | PACÍFICO              | En servicio              |
| 5                     | K-564 Arkhangelsk     | 885M                  | 19 de marzo de 2015     | 29 de noviembre de 2023 | 27 de diciembre de 2024 | NORTE                 | En servicio              |
| 6                     | K-??? Perm            | 885M                  | 29 de julio de 2016     | 27 de marzo de 2025     | Prev. diciembre 2026    | PACÍFICO              | En pruebas               |
| 7                     | K-??? Ulyanovsk       | 09853                 | 28 de julio de 2017     | Prev. 2025              | Prev. diciembre 2026    | NORTE                 | En construcción Pr.09853 |
| 8                     | K-??? Voronezh        | 885M                  | 20 de julio de 2020     | Prev. 2026              | Prev. diciembre 2027    | NORTE                 | En construcción          |
| 9                     | K-??? Vladivostok     | 885M                  | 20 de julio de 2020     | Prev. 2027              | Prev. diciembre 2028    | PACÍFICO              | En construcción          |
| 10                    | K-???                 | 885M                  | Prev. 2025              | 2030                    | Prev. diciembre 2031    | NORTE                 | Previsto                 |
| 11                    | K-???                 | 885M                  | Prev. 2025              | 2031                    | Prev. diciembre 2032    | PACÍFICO              | Previsto                 |
| 12                    | K-???                 | 09853                 |                         |                         |                         |                       | Previsto                 |